# Condizione della donna in Polonia

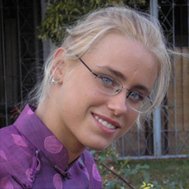
Una giovane donna polacca.

Il ruolo di genere, la condizione femminile e i diritti delle donne in Polonia si sono modificati ed evoluti nel corso della storia della Polonia, della cultura polacca e della politica della Polonia.
Il Gender Inequality Index per il 2013 è fissato a 0.139 (26ª posizione su 152), le donne presenti nell'Assemblea nazionale assommano al 21,8% del totale; il tasso di occupazione per l'Organizzazione per la cooperazione e lo sviluppo economico nel 2015 è fissato al 56,6%; il Global Gender Gap Report per il 2013 è fissato a 0.7031 (alla 54ª posizione su 144).
Secondo il Global Gender Gap Report 2019 la Polonia occupa la 40ª posizione su 153 paesi analizzati, con un punteggio di 0,736 su 1,000 (nel 2006 la posizione era 44ª con 0,680 su 1,000). 
Il tasso di occupazione delle donne è salito al 63,1%; il 42,5% dei magistrati e dei giudici e personalità importanti sono donne; il 57,1% degli operai e lavoratori professionisti sono donne. Il tasso di alfabetizzazione è del 98,3%; la percentuale di donne che hanno completato gli studi primari, secondari e terziari è rispettivamente del 95,6%, 94,2% e dell'81,9%. La percentuale di donne al Parlamento è del 29,1% e dei componenti dei ministri è del 27,3%. L'età media di una donna quando mette al mondo il primo figlio è di 29,5 anni con una media di 1,42 figli per donna.

## Storia

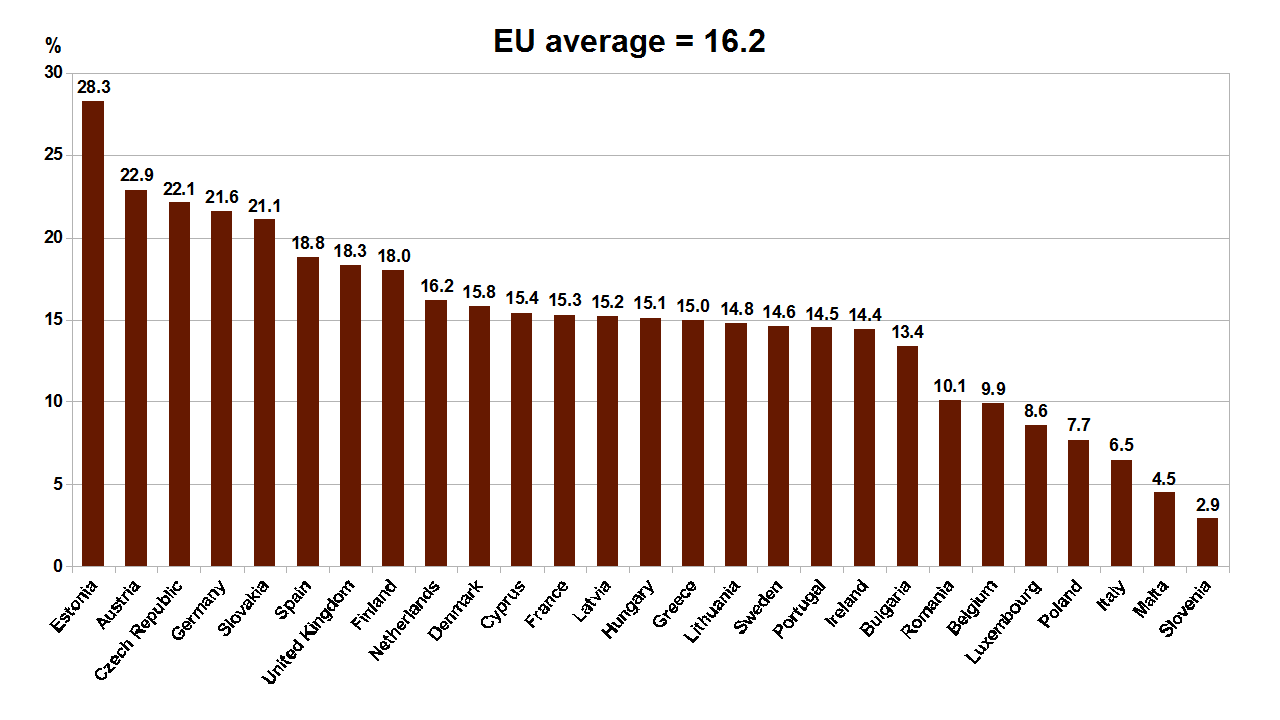
Il divario retributivo tra i generi in termini di reddito orario lordo medio negli Stati membri dell'UE, secondo Eurostat 2014. La Polonia ha uno dei più bassi divari nei tassi di retribuzione tra i sessi nell'UE.

La storia delle donne sul territorio dell'attuale Polonia è variata ed è stata influenzata con forza dalla presenza della chiesa cattolica in Polonia. Il femminismo in Polonia ha una lunga storia e si è tradizionalmente suddiviso in sette distinti periodi, gli ultimi tre dei quali a partire dalla prima ondata femminista del XIX secolo. 
I primi quattro più precoci periodi coincisero con le spartizioni della Polonia che hanno portato all'eliminazione dello stato polacco sovrano per 123 anni.
La Polonia fu precoce anche nel dare i dovuti diritti legali alle donne: il diritto di voto o suffragio femminile venne concesso nel 1918, dopo che il paese riconquistò l'indipendenza proprio in quell'anno, dopo un luno periodi di divisioni e governi stranieri.

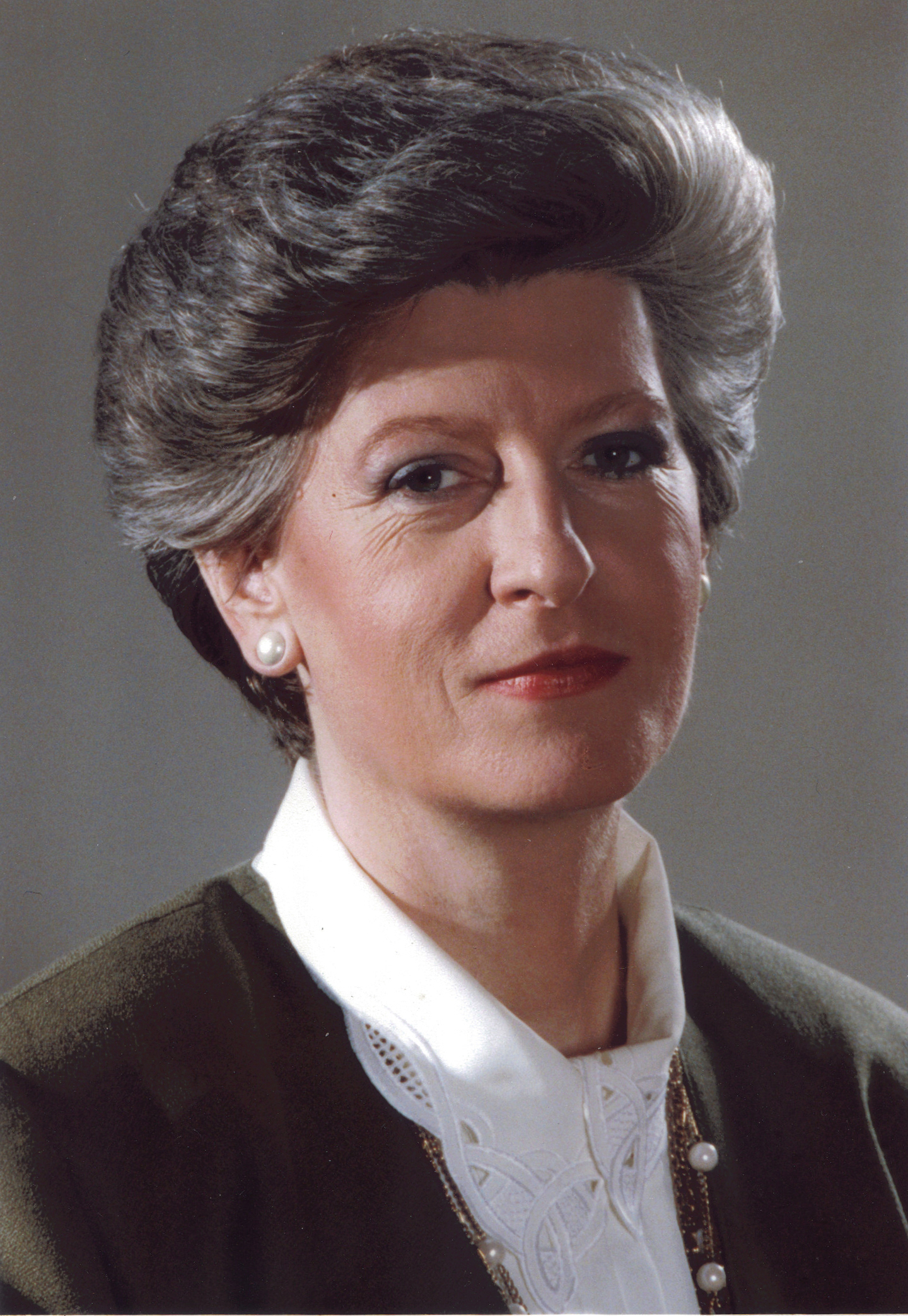
Hanna Suchocka primo ministro della Polonia dall'11 luglio 1992 al 26 ottobre 1993, prima donna a ricoprire tale carica

Durante l'era comunista le donne ricevettero l'uguaglianza di genere e la retorica ufficiale del governo fu quella di sostenere le pari opportunità ma, come avvenne anche in altri stati comunisti, i diritti civili sia degli uomini sia delle donne furono puramente simbolici, in quanto il sistema era autoritario. Malgrado la subordinazione de facto alla competenza maschile, le donne videro anche alcuni vantaggi sotto il regime comunista, come un miglior accesso all'istruzione e un coinvolgimento più equo nella forza lavoro.
La caduta del regime comunista avvenuta a seguito delle rivoluzioni del 1989 significò un'improvvisa incertezza nell'economia del paese e un'iniziale destabilizzazione sociale. Il periodo di necessaria transizione fu particolarmente difficile per le donne, anche se pure gli uomini vennero negativamente colpiti.

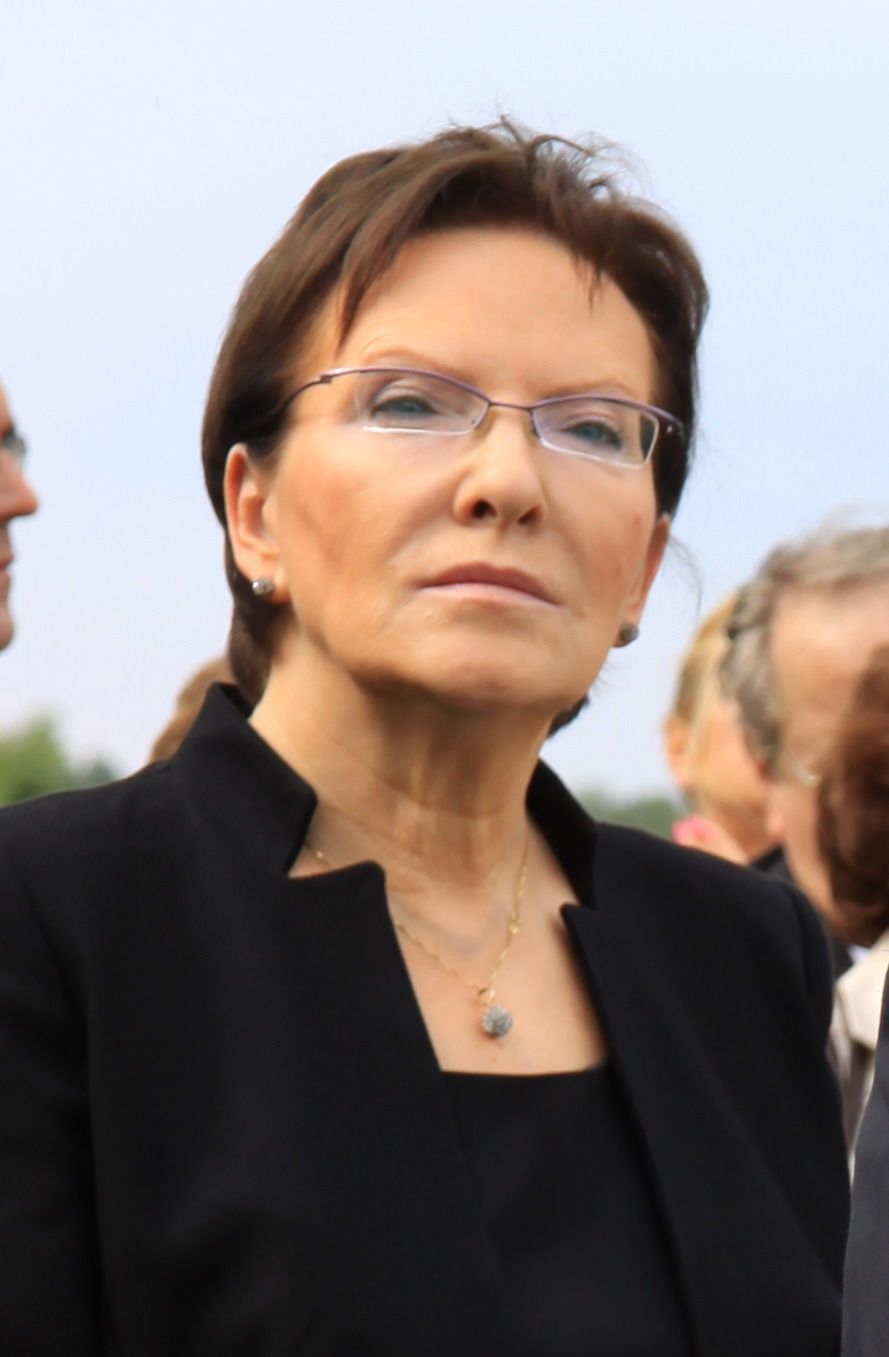
Ewa Kopacz, seconda donna a diventare primo ministro in Polonia, dal 22 settembre 2014 al 16 novembre 2015

A partire dal 2015 il tasso di occupazione per le donne tra i 15 e i 64 anni è stato del 56,6%, rispetto al tasso maschile pari al 69,3%. 
Anche se la Polonia ha un'immagine di paese conservatore (spesso rappresentato come tale nei mezzi di comunicazione di massa) la Polonia ha un elevato numero di donne inserite nelle attività professionali (business) ed ha anche uno dei più bassi tassi di retribuzione di genere nell'Unione europea. 
Inoltre, già 3 donne hanno ricoperto la carica di Primo Ministro nel Paese (Hanna Suchocka, Ewa Kopacz e Beata Szydło).

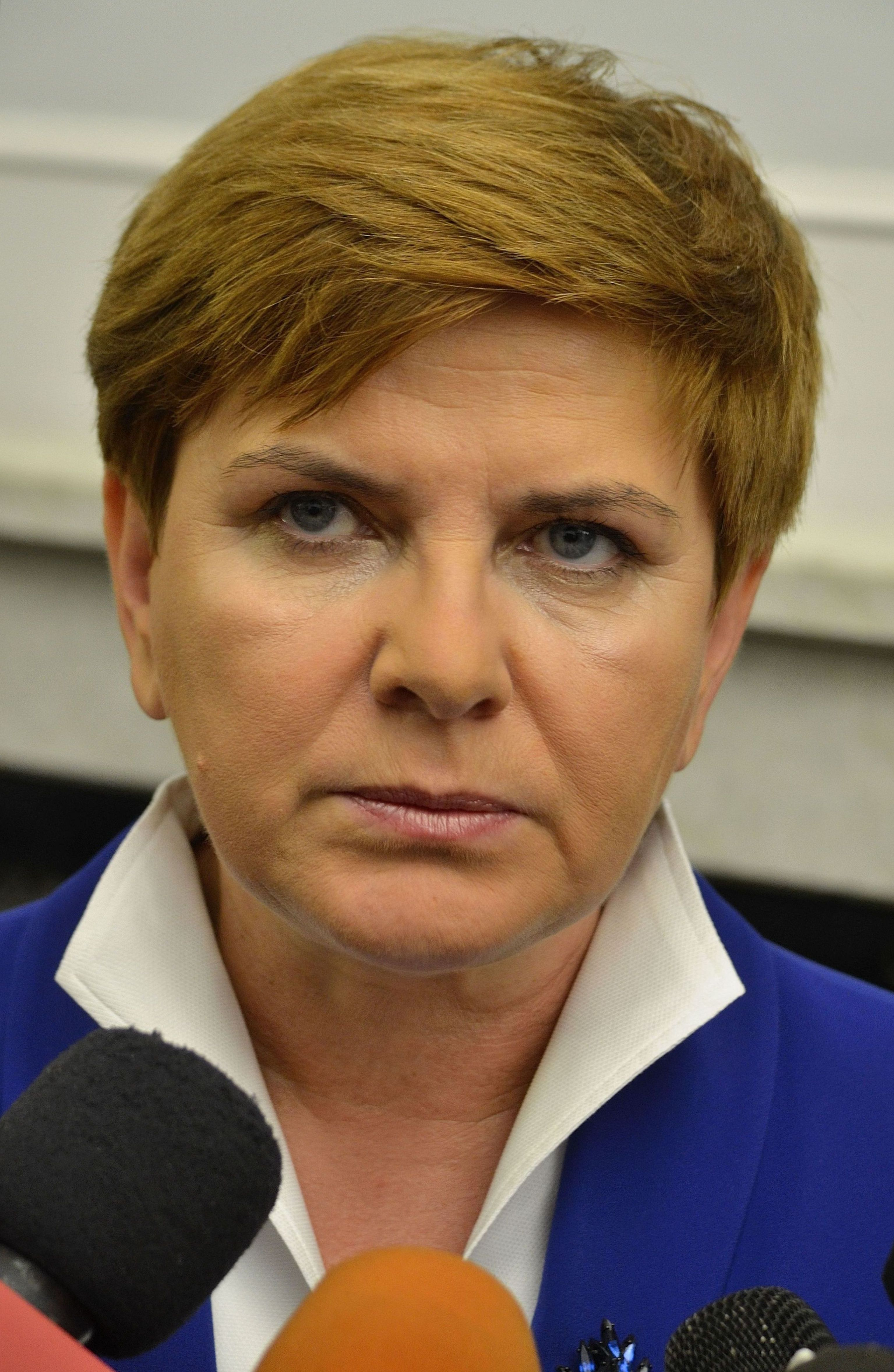
Beata Szydło, terza donna premier in Polonia, dal 16 novembre 2015 all'11 dicembre 2017 (e vicepremier dall'11 dicembre 2017 al 4 giugno 2019)

### Aborto in Polonia
Durante gli anni '70 la Polonia era uno dei primi Paesi al mondo dove era più facile abortire, a seguito di una legge vigente sin dal 1956, la quale sostituiva quella del 1932 che era estremamente restrittiva.
Il 7 gennaio 1993 il Governo di sinistra guidato dalla premier Hanna Suchocka approvò una nuova legge sull'aborto estremamente restrittiva, abrogando quella più liberale che era in vigore sin dal 1956 e rendendo l'aborto legale solo in 3 casi: grave malformazione del feto, stupro e incesto e pericolo di vita per la madre.
Il 23 settembre 2016, con la premier Beata Szydło, venne fatta una ulteriore proposta di legge che avrebbe condannato fino a 5 anni di carcere qualsiasi donna che avesse abortito o qualsiasi persona che avesse eseguito un aborto (medico, infermiere), rendendo ancora possibile l'aborto solo in caso di grave pericolo per la madre.
Ciò nacque da una proposta di legge degli anti-abortisti, che tuttavia incontrò una fortissima opposizione. Il 3 ottobre 2016, infatti, 100.000 donne scioperarono radunandosi in tutto il Paese, vestite di nero, per chiedere che questo progetto venisse abbandonato.
La protesta ebbe successo; il progetto di legge venne infatti respinto con 352 voti della maggioranza conservatrice e dei parlamentari dell'opposizione contro 58 per la sua adozione e 18 astensioni.
Alla fine del 2017, il collettivo “Save Women” ha raccolto 500.000 firme per sostenere la creazione di un diritto all'interruzione volontaria di gravidanza durante i primi tre mesi di gestazione. Un testo legislativo in questa direzione viene respinto in prima lettura dai deputati, con 202 voti contrari e 194 favorevoli (con 39 deputati liberali assenti durante la votazione).
L'8 gennaio 2018 il partito di maggioranza Diritto e Giustizia con premier Mateusz Morawiecki presenta un disegno di legge volto ad eliminare il terzo motivo giuridico per ricorrere all'aborto: la grave malformazione del feto, il quale rappresentava il 95% degli aborti legali effettuati nel Paese.
Questa volta l'opposizione a questa nuova proposta di legge volta alla maggiore restrizione all'uso dell'interruzione volontaria di gravidanza è molto inferiore rispetto a quella del 2016, con solo circa un migliaio di manifestanti, il 17 gennaio 2018.
Il 22 ottobre 2020, la Corte Costituzionale Polacca ha emesso una sentenza molto controversa affermando che gli aborti "anche in caso di malformazione grave e irreversibile del feto e di malattia incurabile o potenzialmente fatale l'aborto è incostituzionale".

## Donne di rilievo nella storia polacca
Tra le donne importanti della storia antica della Polonia si possono menzionare Dubrawka; Caterina Jagellona; Edvige di Polonia, figlia di un re ungherese.
Nel 1919 vi sono state le prime donne in Parlamento: Gabriela Balicka, Jadwiga Dziubińska, Irena Kosmowska, Maria Moczydłowska e Zofia Moraczewska.

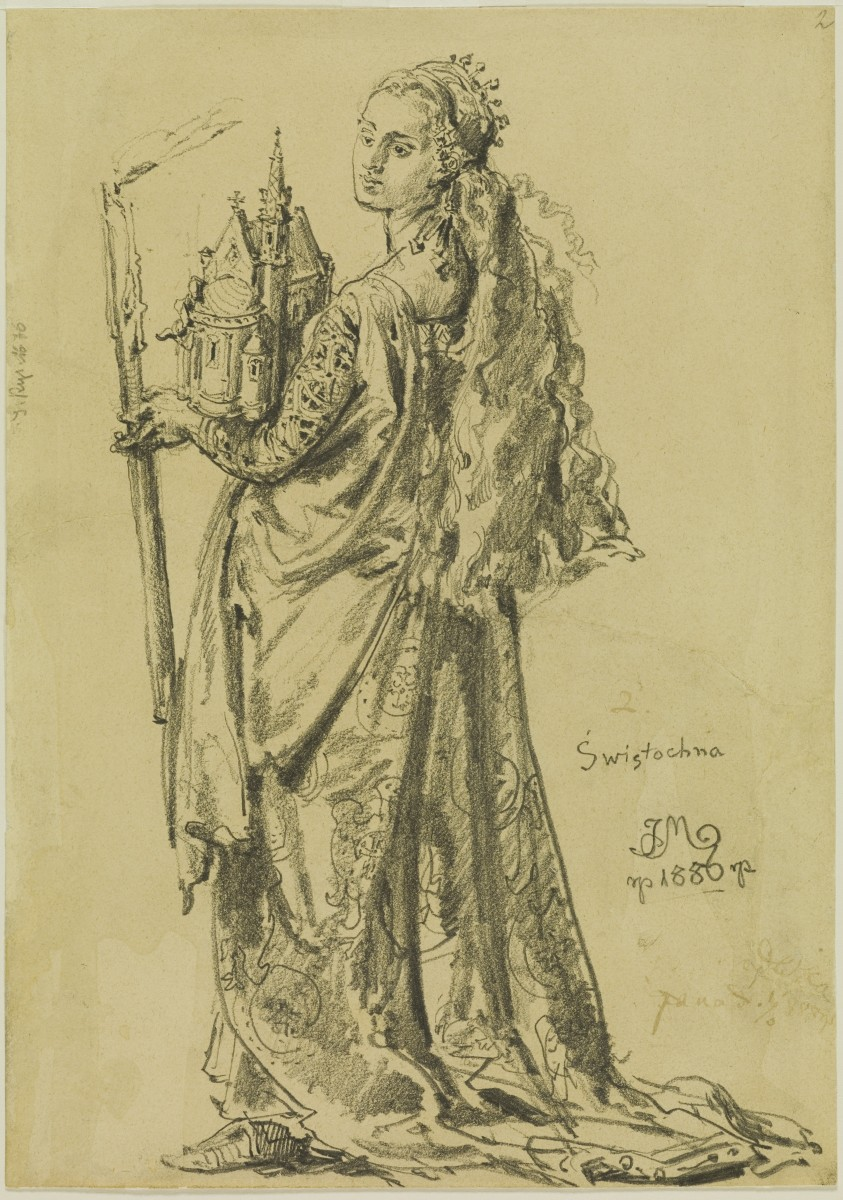
Świętosława di Polonia
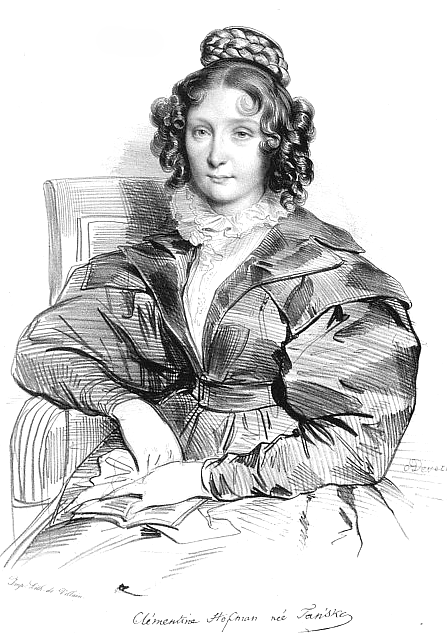
Klementyna Hoffmanowa
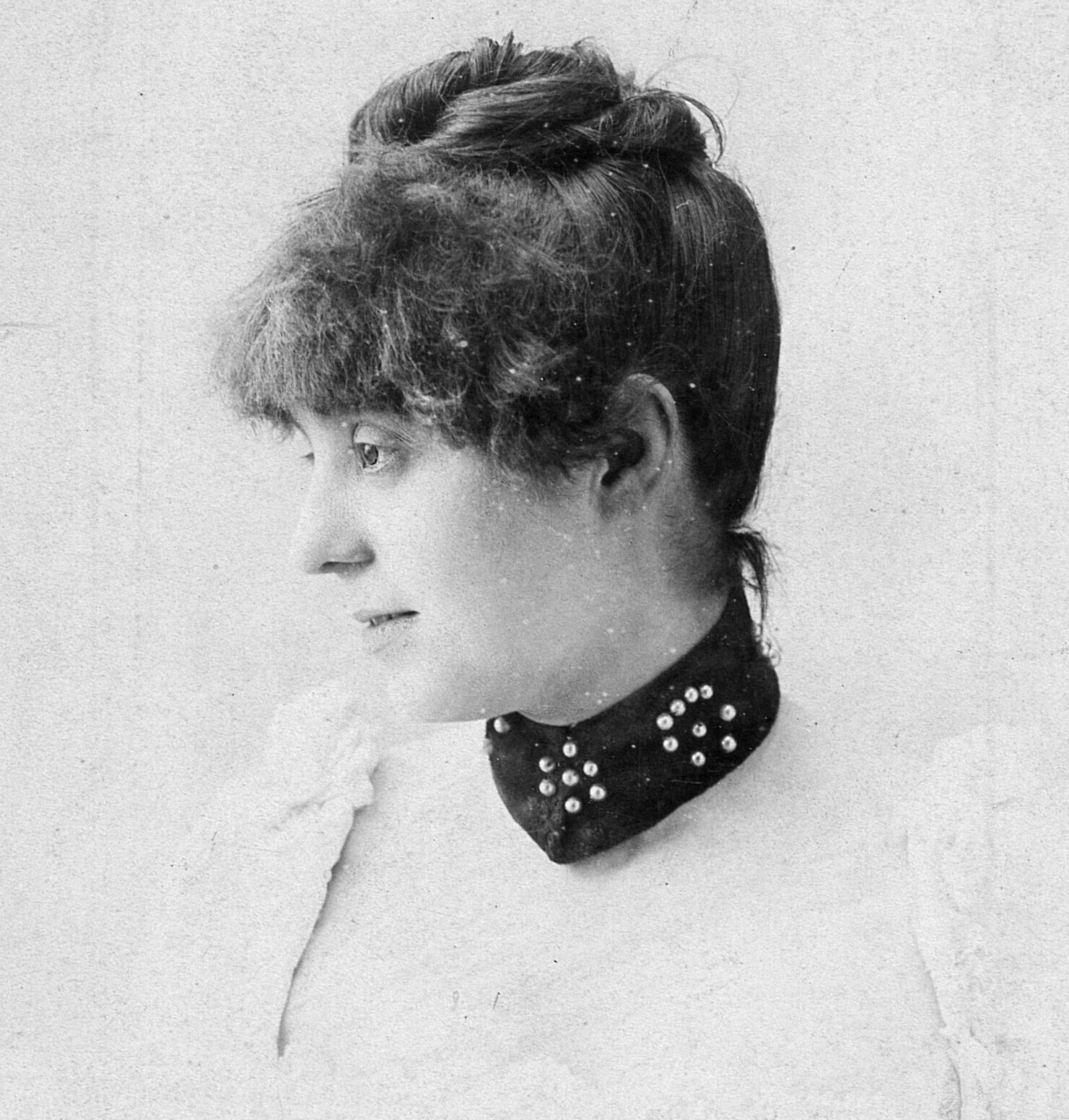
Gabriela Zapolska
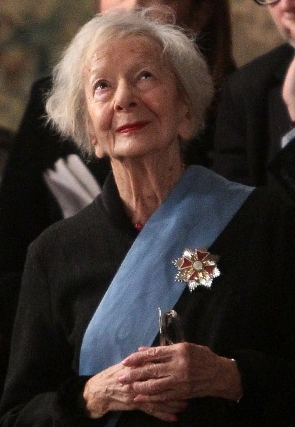
Wisława Szymborska, massima esponente della poesia polacca
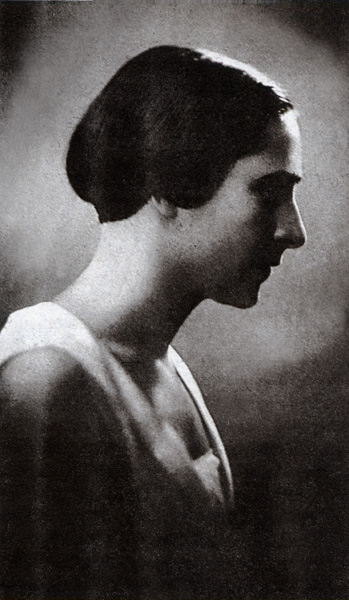
Irena Krzywicka
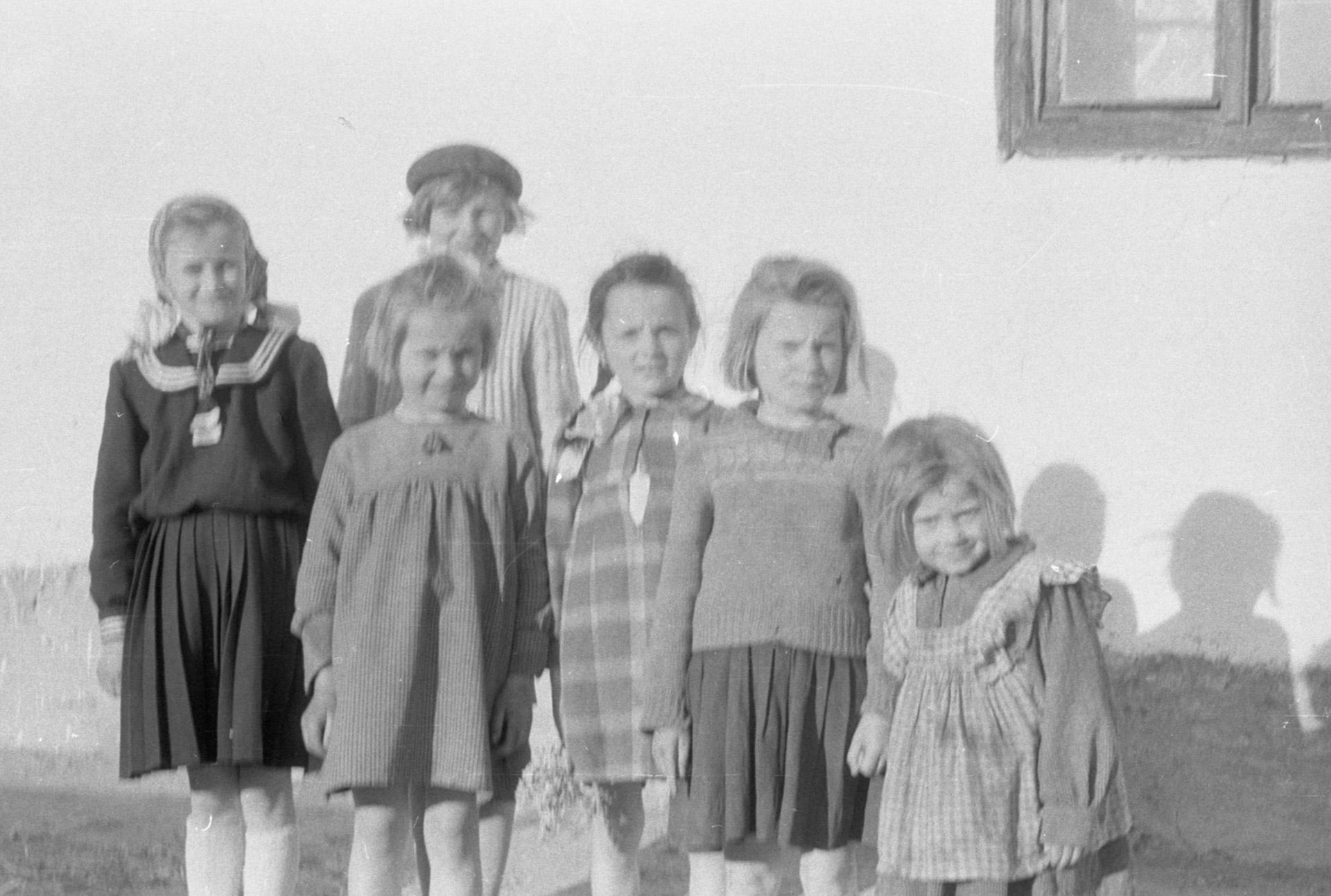
Un gruppo di ragazze nella Polonia rurale, 1959
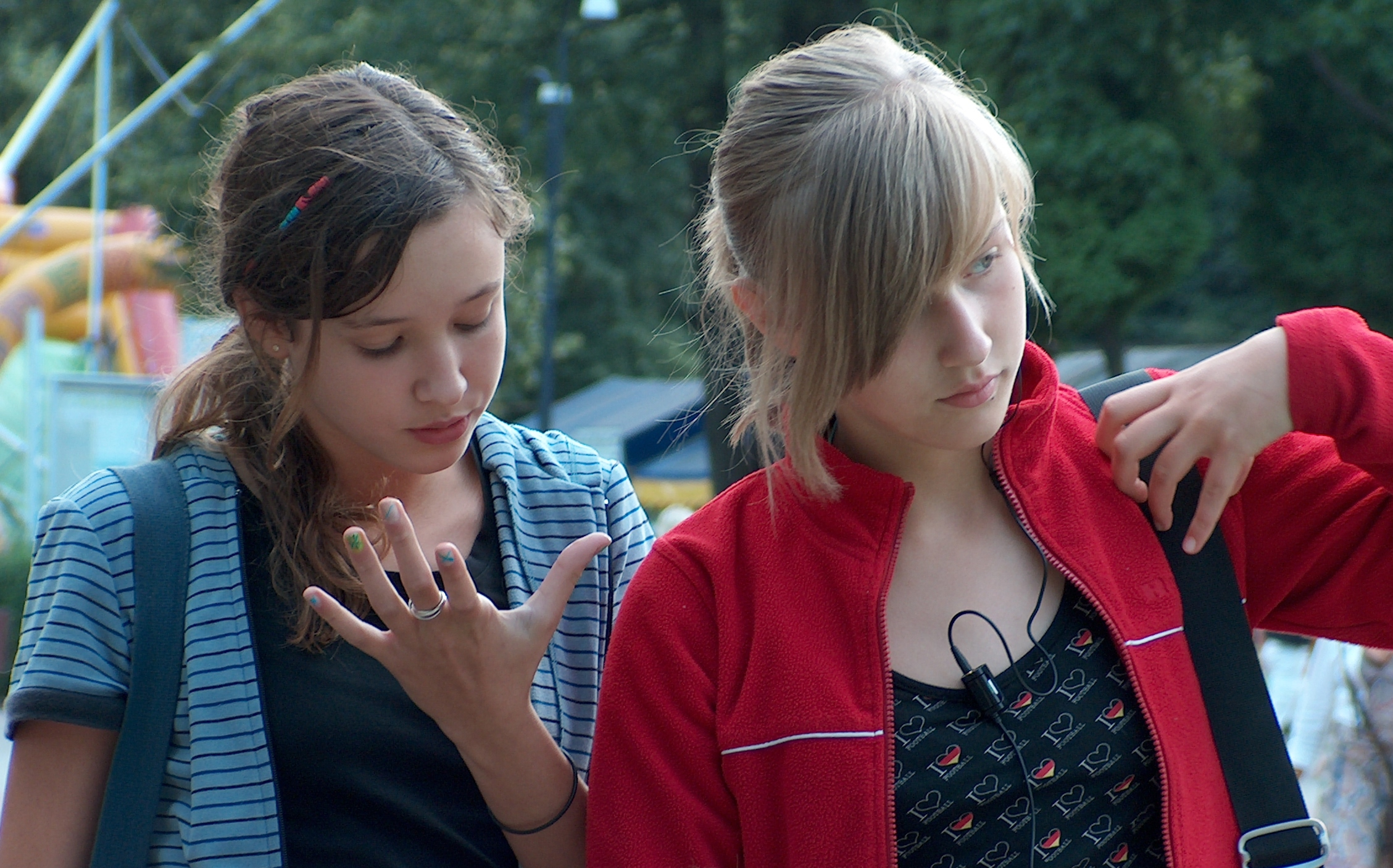
Due adolescenti nella Polonia odierna

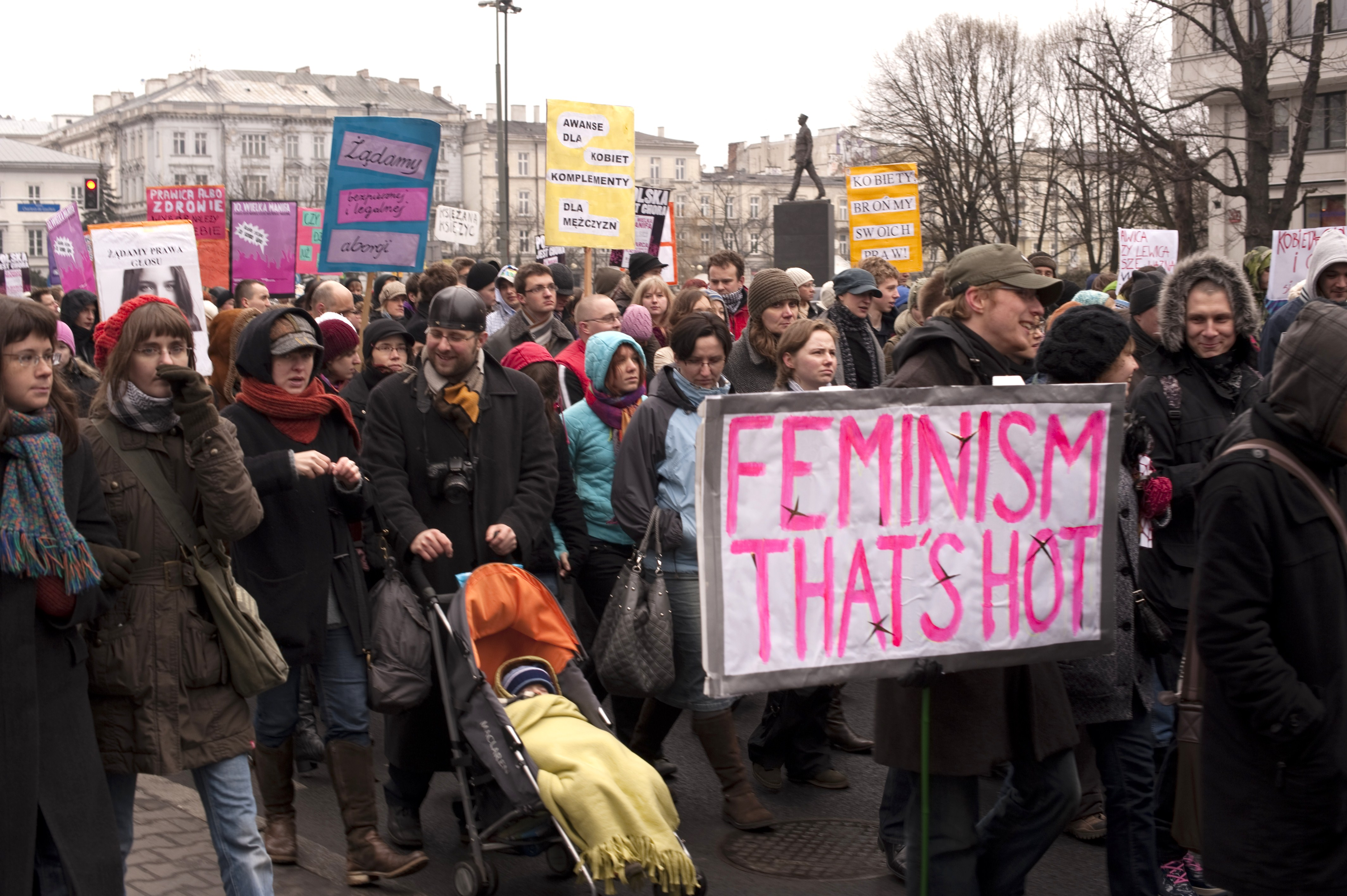
Manifestazione a favore delle donne a Varsavia, 2009.

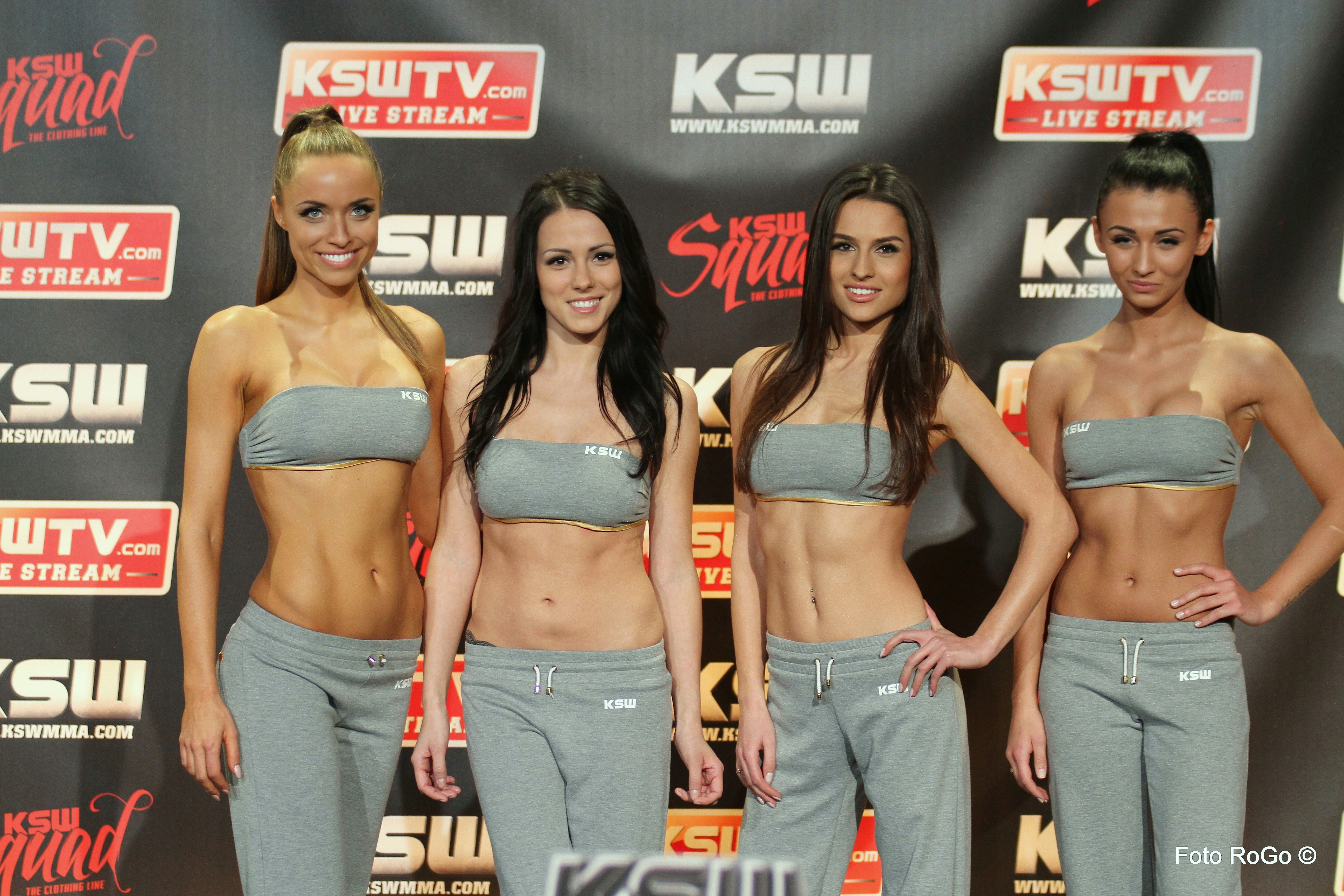
Giovani polacche.

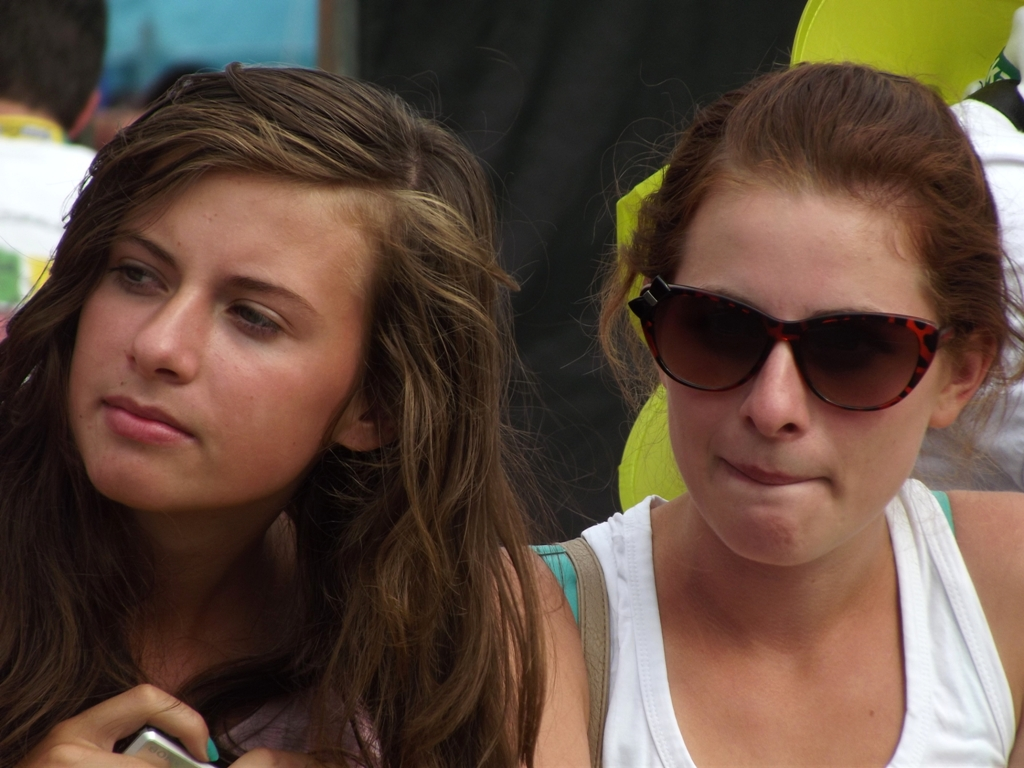
Due ragazze polacche.

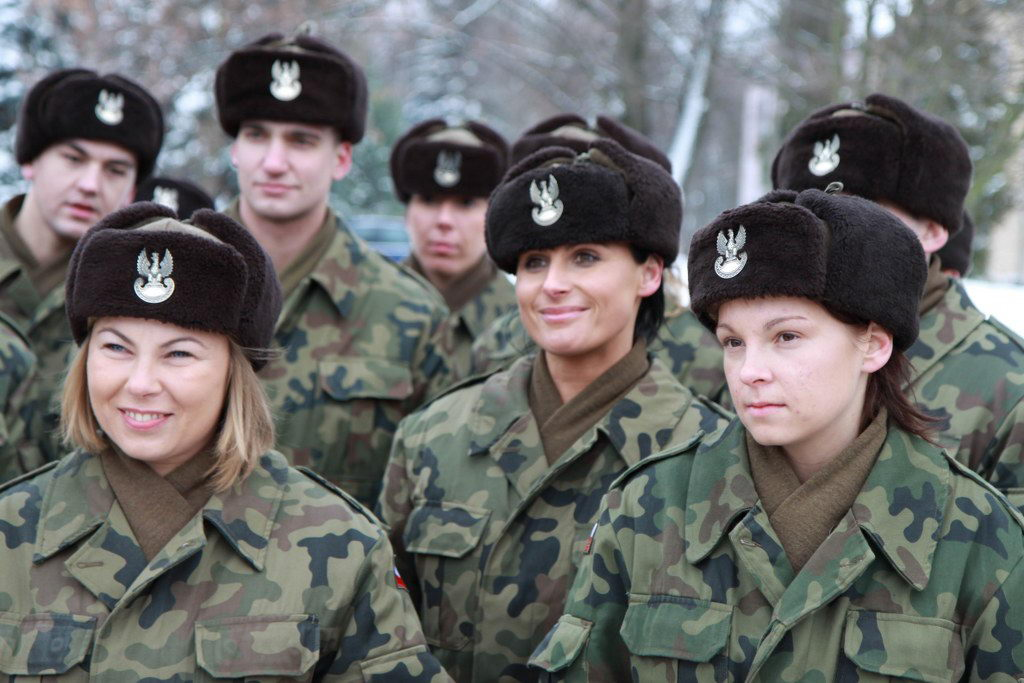
Soldatesse.

## Personalità artistiche di rilievo
- Magdalena Abakanowicz (1930-2017), scultrice, artista di fibre.
- Zofia Atteslander (1874-1928), pittrice.
- Anna Bilińska-Bohdanowicz (1857-1893), ritrattista.
- Elisa Bloch (1848-1904 circa), scultrice.
- Olga Boznańska (1865-1940), pittrice.
- Ewa Braun (nata nel 1944), decoratrice, costumista.
- Fredda Brilliant (1903-1999), scultrice, attrice.
- Iwona Chmielewska (nata nel 1960), autrice e illustratrice.
- Krystyna Dąbrowska (1906-1944), scultrice, pittrice.
- Dorota Dziekiewicz-Pilich (nata nel 1969), scultrice, disegnatrice.
- Małgorzata Dawidek Gryglicka (nata nel 1976), artista contemporanea, scrittrice.
- Esther Hamerman (1886-1977), pittrice polacco-statunitense.
- Zuzanna Janin (nata nel 1961), artista visiva.
- Bronisława Janowska (1868-1953), pittrice, editrice.
- Jadwiga Janus (nata nel 1931), scultrice.
- Danuta Joppek (attiva dal 1980), pittrice.
- Kali (1918-1998), pittrice polacco-statunitense.
- Anna Kamieńska-Łapińska (1932-2007), scultrice, animatrice.
- Stanisława de Karłowska (1876-1952), pittrice.
- Katarzyna Kobro (1898-1951), scultrice russo-polacca.
- Halina Korn (1902-1978), pittrice, scultrice, scrittrice.
- Katarzyna Kozyra (nata nel 1963), artista video.
- Tamara de Lempicka (1898-1980), pittrice art déco.
- Goshka Macuga (nata nel 1967), artista.
- Barbara Massalska (1927-1980), pittrice, educatrice.
- Agata Materowicz (nata nel 1963), artista contemporanea.
- Julie Mihes (1786-1855), pittrice, litografa.
- Dorota Nieznalska (nata nel 1973), artista visiva, scultrice.
- Paulina Olowska (nata nel 1976), artista contemporanea.
- Ewa Partum (nata nel 1945), artista contemporanea.
- Anna Rajecka (1762-1832), pittrice.
- Kaja Renkas (nata nel 1978), grafica, artista poster.
- Zofia Romer (1885-1972), pittrice.
- Joanna Salska (attiva dagli anni '80), artista visiva polacco-statunitense.
- Resia Schor (1910-2006), artista polacco-statunitense.
- Karina Smigla-Bobinski (nata nel 1967), artista contemporanea intermedia.
- Monika Sosnowska (nata nel 1972), artista contemporanea.
- Irena Stankiewicz (nata nel 1925), artista grafica.
- Zofia Stryjeńska (1891-1976), pittrice, grafica, illustratrice, scenografa.
- Alina Szapocznikow (1926-1973), scultrice.
- Franciszka Themerson (1907-1988), pittrice, illustratrice, regista.
- Joanna Troikowicz (nata nel 1952), scultrice, designer, pittrice.
- Magdalena Trzebiatowska (nata nel 1971), pittrice contemporanea.
- Helena Unierzyska (1867-1932), pittrice, scultrice.
- Katerina Wilczynski (1894-1978), pittrice e illustratrice.
- Teresa Żarnowerówna (1895-1950), pittrice, scultrice, scenografa, architetto.
- Joanna Zastróżna (nata nel 1972), fotografa.
- Wanda Zawidzka-Manteuffel (1906-1994), artista grafica, ceramista.
- Mira Żelechower-Aleksiun (nata nel 1941), pittrice.